# Chiesa di San Giovanni Battista (Medesano, Sant'Andrea Bagni)
La chiesa di San Giovanni Battista è un luogo di culto cattolico dalle forme barocche e neoromaniche, situato in strada Valenti 17 a Sant'Andrea Bagni, frazione di Medesano, in provincia e diocesi di Parma; è sede di una parrocchia compresa nella zona pastorale della Pedemontana.

## Storia
Il luogo di culto originario fu costruito in epoca medievale; la più antica testimonianza della sua esistenza risale al 1187.
Nel 1230 la cappella, intitolata a sant'Andrea Apostolo, fu citata nel Capitulum seu Rotulus Decimarum della diocesi di Parma tra le dipendenze della pieve di Fornovo.
Verso la metà del XIV secolo l'antico edificio, ormai profondamente degradato, fu demolito e ricostruito; il nuovo tempio fu dedicato a san Giovanni Battista.
Nel 1564 la chiesa fu elevata a sede parrocchiale autonoma.
Nella seconda metà del XVIII secolo il luogo di culto fu interessato da lavori di ristrutturazione, che comportarono anche la realizzazione delle volte di copertura della navata.
Il 12 novembre del 1944 il tempio fu pesantemente colpito dai bombardamenti alleati, che causarono il parziale crollo della porzione meridionale della chiesa; nel 1948 il luogo di culto fu completamente risistemato, con la ricostruzione di tutte le parti rovinate, la realizzazione di una cappella sulla destra e la ristrutturazione del resto dell'edificio.
Verso la fine del XX secolo l'edificio fu sottoposto a lavori di restauro.

## Descrizione

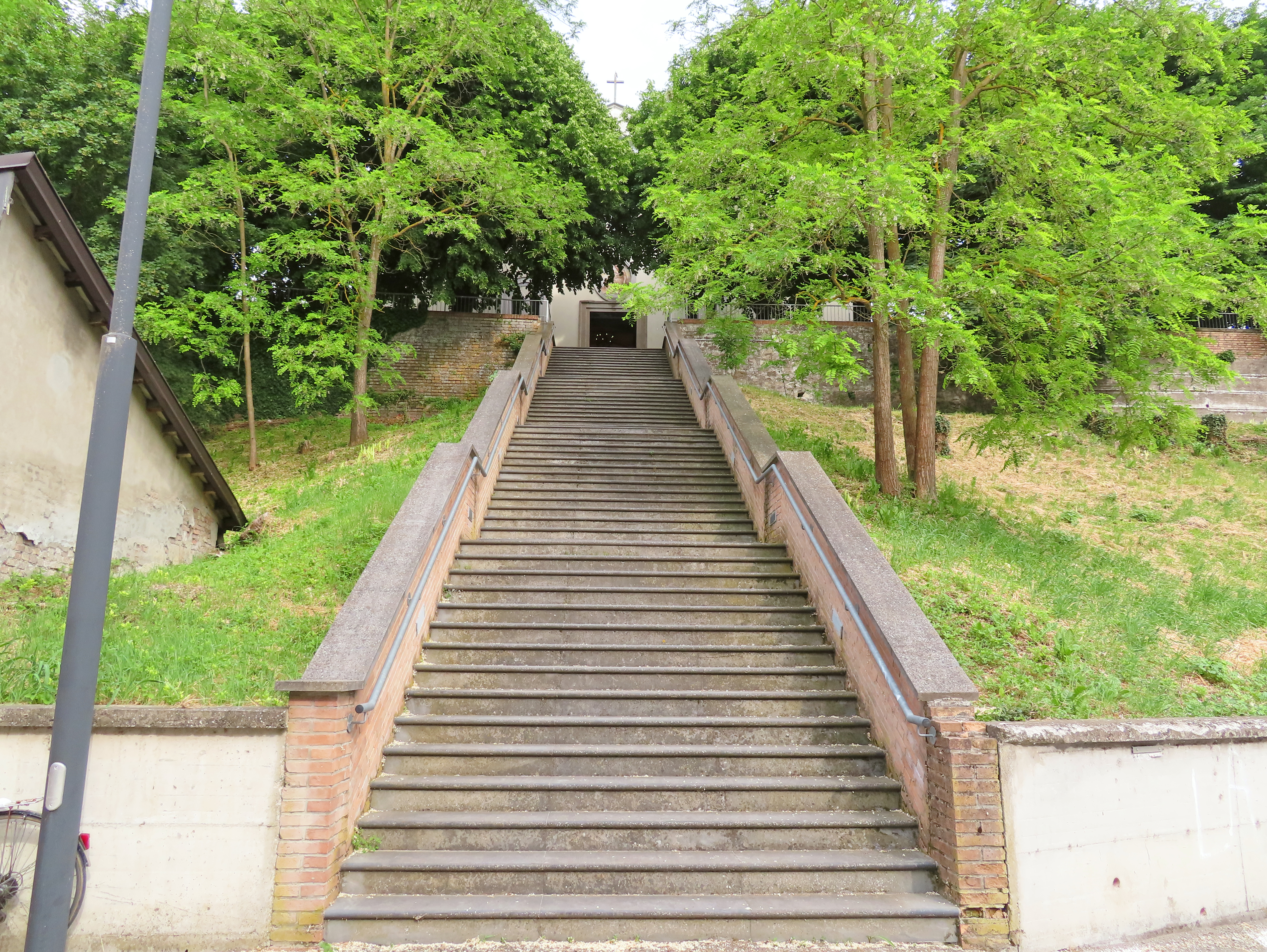
Scalinata d'accesso

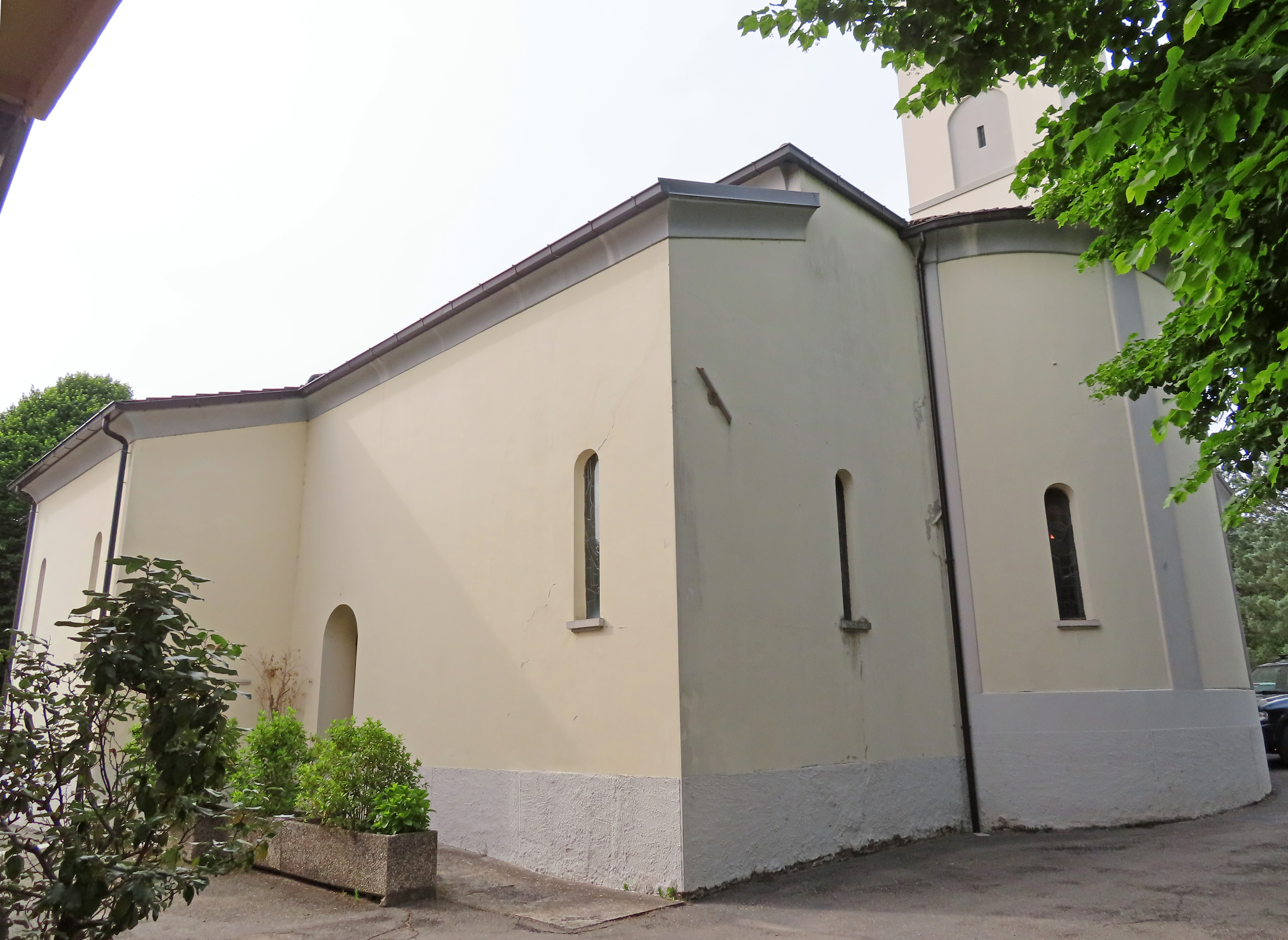
Abside e lato sud

La chiesa si sviluppa su un impianto a navata unica affiancata da due cappelle per lato, con ingresso a ovest e presbiterio absidato a est.
La simmetrica facciata a salienti, interamente intonacata come il resto dell'edificio, è preceduta da una lunga scalinata in asse con l'ingresso. Nel mezzo dell'avancorpo centrale è collocato l'ampio portale d'accesso, inquadrato da una cornice modanata e sormontato da un medaglione contenente l'immagine di San Giovanni Battista; ai lati si aprono due bifore ad arco a tutto sesto, mentre il sommità è posta nel centro una grande trifora a tutto sesto; a coronamento si allunga lungo gli spioventi del tetto un doppio cornicione modanato. I corpi laterali sono entrambi caratterizzati dalla presenza di una stretta monofora a tutto sesto nel mezzo.

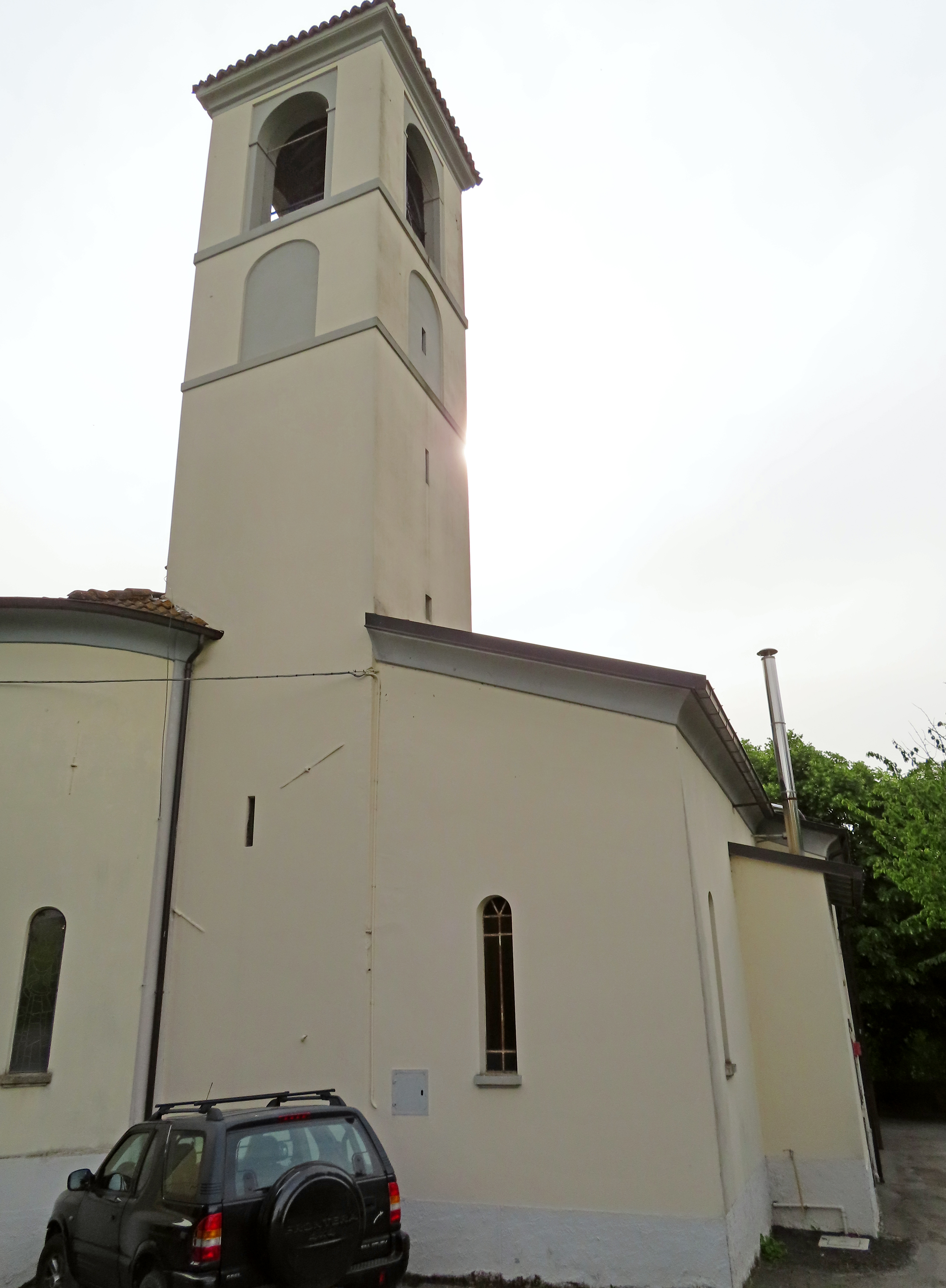
Campanile

I fianchi e, sul retro, l'abside scandita da lesene sono illuminati anch'essi da strette monofore; al termine del lato sinistro si erge in continuità col prospetto posteriore il campanile, caratterizzato dalla presenza di ampie monofore ad arco a tutto sesto tamponate nell'ordine inferiore alla cella campanaria; quest'ultima si affaccia sulle quattro fronti attraverso grandi aperture a tutto sesto delimitate da specchiature rettangolari.
All'interno la navata, coperta da una volta a botte lunettata affrescata, è affiancata da una serie di paraste coronate da capitelli dorici a sostegno dell'alto cornicione perimetrale decorato; la cappelle laterali si affacciano sull'aula attraverso ampie arcate a tutto sesto.
Il presbiterio, lievemente sopraelevato, è preceduto dall'arco trionfale a tutto sesto, retto da paraste; l'ambiente, chiuso superiormente da una volta a botte lunettata dipinta, accoglie l'ambone e l'altare maggiore a mensa in legno dorato e riccamente intagliato, realizzati nel 1990 riutilizzando parti di un altare seicentesco; ful fondo l'abside, coperta dal catino a semicupola affrescato, è illuminata da due monofore laterali.